# Impatiens bachii
Impatiens bachii là một loài thực vật có hoa trong họ Bóng nước. Loài này được H. Lév. mô tả khoa học đầu tiên năm 1916.